# Rochefort (formatge)
Rochefort és el nom del formatge elaborat pels monjos trapencs de l'Abadia de Rochefort, situada a Rochefort, a la província de Namur (Valònia, Bèlgica).

## Formatge
Com moltes altres abadies, no només és coneguda per la seva cervesa. El seu formatge trapenc es produeix fora dels murs de l'abadia, en unes instal·lacions separades, però en condicions vàlides per ser un Authentic Trappist Product. Compta amb l'última tecnologia i se situa en un parc empresarial proper.
A pesar que la recepta del formatge és dels monjos, que va ser recuperada l'any 1999, la producció de formatge actualment es realitza per l'empresa Beurrerie Mathot-SOFRA, una de les empreses productores de mantega i formatge més grans de Bèlgica. Els formatges són tous, semi-curats i estan disponibles en moltes varietats.
Tots els formatges són de pasta tova rentada en cervesa. Així mateix se submergeixen en una solució salina que conté un bacteri present en l'àcid làctic ('morge), un procés que ajuda a configurar el seu sabor i color groguenc tirant a vermell. El formatge es guareix d'un a tres mesos, i el mestre formatger li donarà la volta cada dos dies. Durant la maduració, a temperatura i humitat constant en els cellers, l'interior del formatge es torna cremós i es va formant l'escorça exterior. Finalment es renta en una salmorra.

## Varietats
Actualment es comercialitzen cinc varietats:
- Rochefort amb nous
- Rochefort Tradition
- Rochefort amb algues d'Ouessant
- Rochefort semi-curat
- Rochefort amb alfàbrega